# 張聰 (正統進士)
張聰（1421年—？），字士敏，山西太原府陽曲縣人，軍籍。明朝政治人物。進士出身。

## 生平
山西鄉試第二十七名。正統十三年（1448年）戊辰科會試第一百三名，殿試登進士第二甲第三十名。

## 家族
曾祖父張思恭。祖父張佐，曾任安肅縣知縣。父亲張鎬，曾任肇慶府稅課司大使。